# Scolex

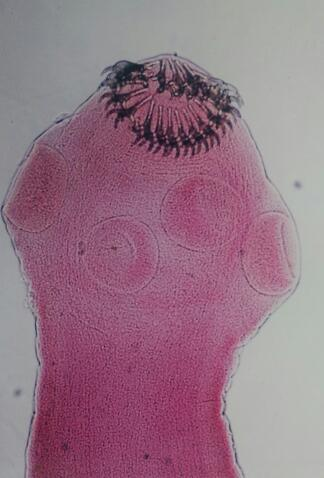
Scolex d'un Ténia.

Le scolex des cestodes (du grec ancien σκώληξ / skólèx, « ver »), est leur extrémité antérieure. Par extension, le terme peut être utilisé pour désigner la même région chez d'autres phyla de plathelminthes. De forme arrondie, elle porte les organes fixateurs : des crochets, des ventouses (au nombre de quatre) ou des bothridies (ou phyllidies). 
Le scolex du Taenia solium est dit armé car il possède un rostellum et quatre ventouses. Le scolex de Taenia saginata est dit inerme (c'est-à-dire non armé) car il n'a que des ventouses fixatrices.